# Сэндлер, Сьюзан
Сьюзан Сэндлер (англ. Susan Sandler, род. Нью-Йорк) — американская писательница, в настоящее время — профессор Школы искусств Тиш при Нью-Йоркском университете. У неё множество писательских заслуг, но, вероятно, она наиболее известна своей пьесой «Перекрёсток Делэнси», которую она также адаптировала для одноимённого фильма с Эми Ирвинг в главной роли, снятого Джоан Миклин Сильвер.

## Сценарии/телеспектакли
- Crossing Delancey (по её оригинальной пьесе)
- Friends at Last (в главной роли Кэтлин Тёрнер) — CBS
- Love Invents Us (на основе романа Эми Блум) — Sarah Green Productions
- The Florence Greenberg Story (в главной роли Бетт Мидлер) — TNT
- A Lesson in Love — Grossbart-Barnett
- Flying in Peace — Columbia Pictures Television[англ.]
- Cost of Living — Hallmark Channel
- Lonelyville — Columbia Pictures
- I Slept for Science — Scott Rudin Productions
- Glitter Girls — Jersey Films
- Too Many Cooks — Interscope
- Funny That Way — Нантукетский кинофестиваль[англ.]

## Пьесы
- Crossing Delancey
- Under the Bed — премьера в театре Колдуэлл
- The Renovation — (Actors Theatre of Louisville[англ.])